# Gioia (metropolitana di Milano)
Gioia è una stazione della linea M2 della metropolitana di Milano.

## Storia
La stazione entrò in esercizio il 12 luglio 1971, all'attivazione della tratta da Centrale FS a Garibaldi FS.

## Strutture e impianti
È una stazione sotterranea, passante, con due binari in due canne separate e una banchina a isola. Il Naviglio della Martesana, tombinato sotto via Melchiorre Gioia, scorre in prossimità del mezzanino della stazione.

## Interscambi
Nelle vicinanze della stazione effettuano fermata alcune linee urbane automobilistiche, gestite da ATM.
- Fermata autobus

## Servizi
La stazione dispone di:
- Accessibilità per portatori di handicap
- Scale mobili
- Emettitrice automatica biglietti
- Stazione video sorvegliata

## Galleria d'immagini

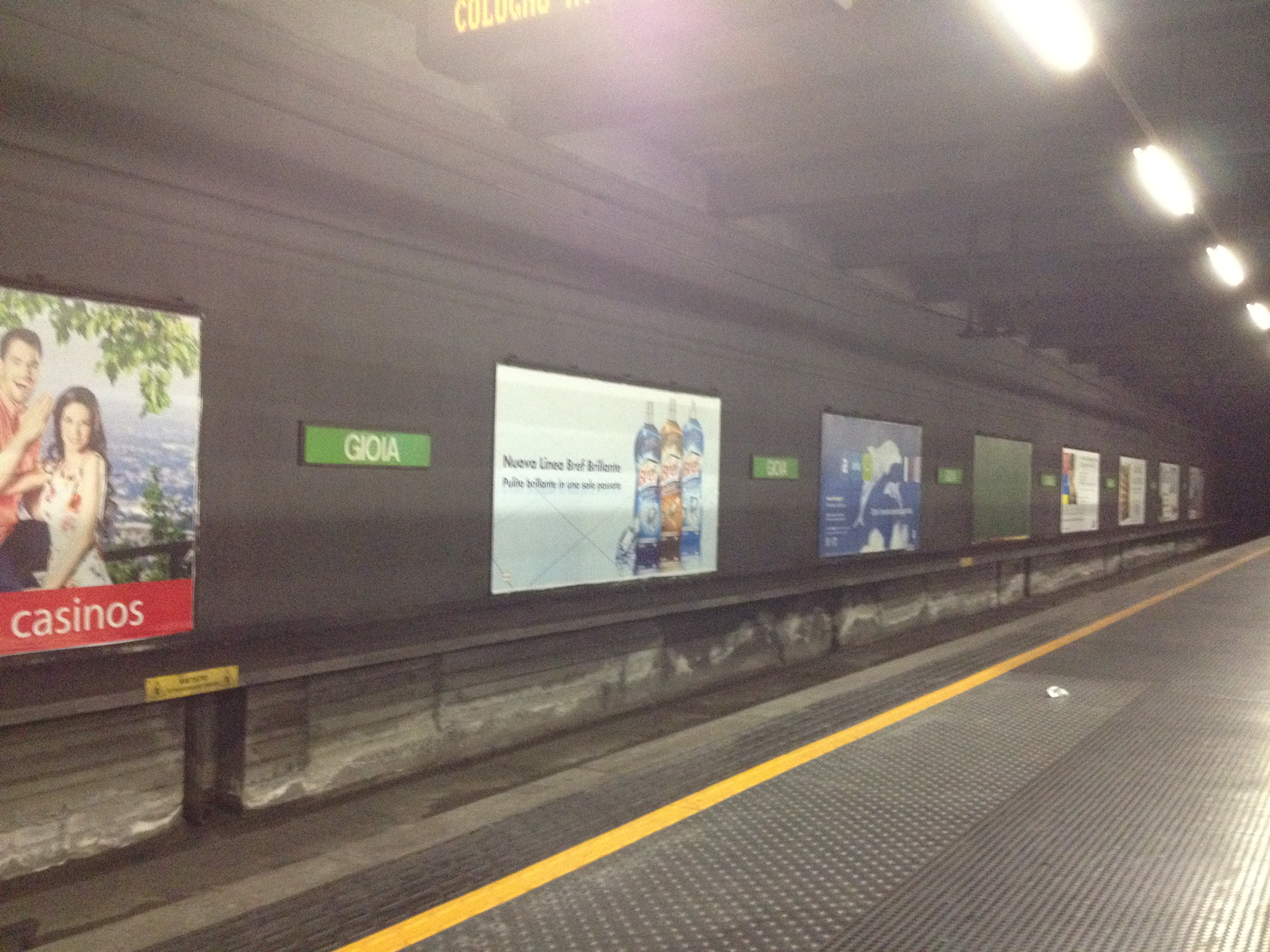
Il piano banchina